# Temple de Bà Triệu

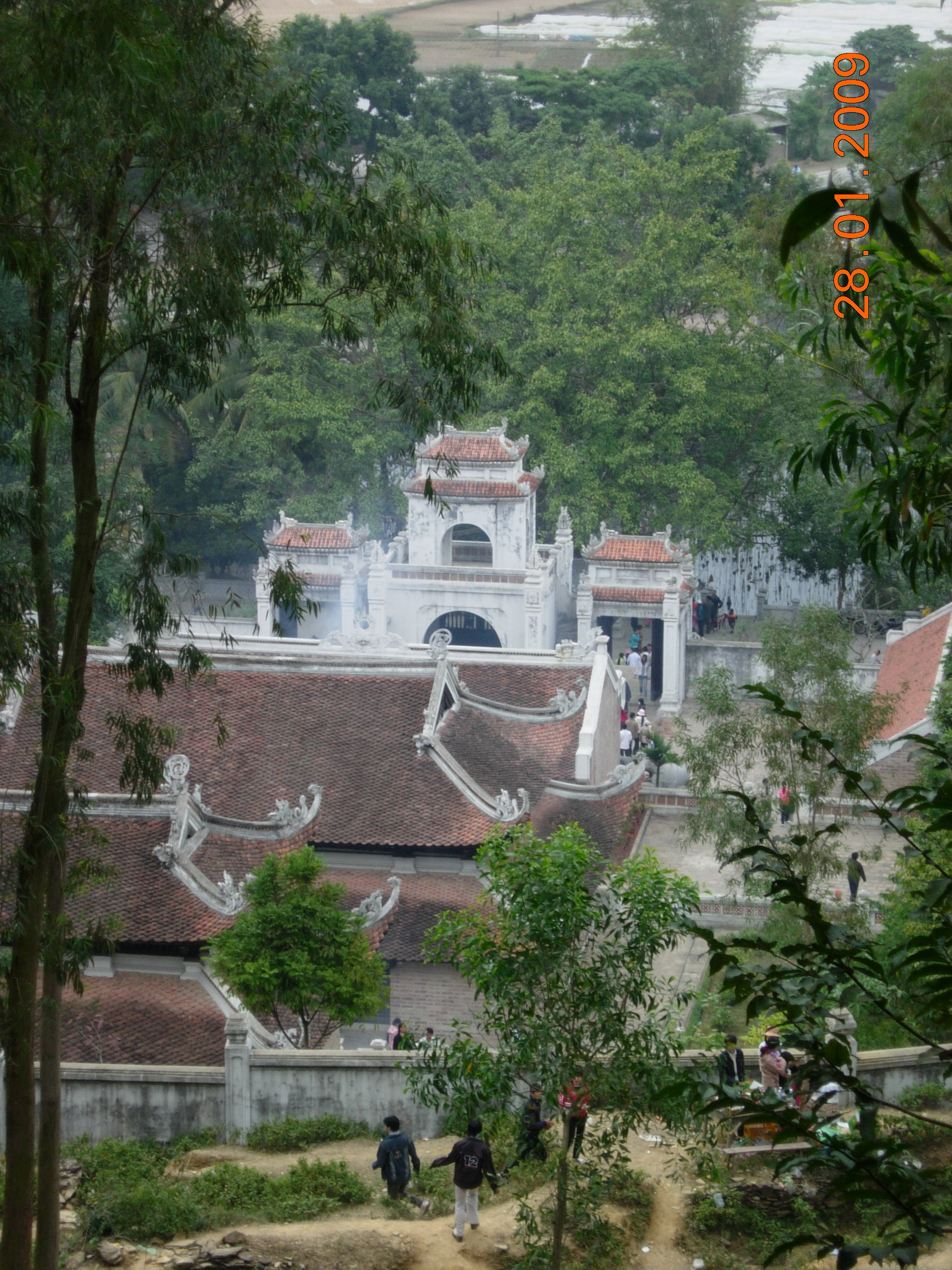
Vue du temple

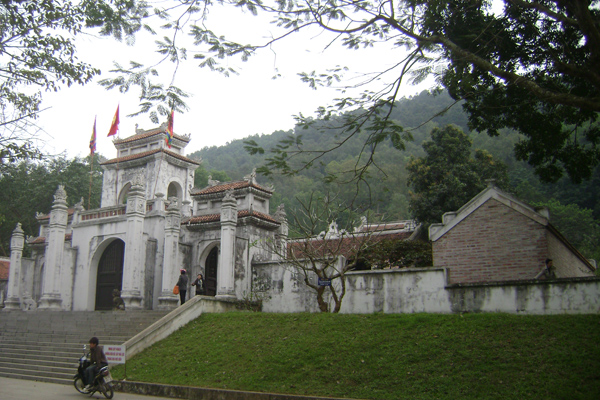
Entrée du temple

Le temple de Bà Triệu, ou temple de Dame Triệu (Bà signifiant « Dame » ou « Madame » en vietnamien), est un temple célèbre du Viêt Nam qui est situé à la limite sud de l'ancien Tonkin et maintenant dans la province de Thanh Hóa, dans la région de la côte centrale du Nord et le district rural de Hậu Lộc, à 137 km au sud d'Hanoï. Le temple s'ouvre par une triple porte, qui donne accès à plusieurs bâtiments à flanc de coteau adossés à une montagne se trouvant dans le village de Phú Điền (commune rurale de Triệu Lộc).
Depuis les années 1990, les autorités permettent à nouveau la tenue d'une grande fête populaire en l'honneur de Triệu Thị Trinh au début d'avril. C'est est une héroïne de la résistance à l'emprise chinoise en l'an 248.
La fête populaire donne lieu à des processions, des chants traditionnels, des concours de lutte et d'escalades à la corde, des jeux d'échec traditionnel la danse du lion etc..
Le temple a été fondé au VIe siècle sous la dynastie Ly. Les bâtiments actuels datent du XVIIIe siècle, et il y a des étangs artificiels de lotus et des parterres de fleurs.